# Campionat de Catalunya de bàsquet femení 1960-1961
El Campionat de Catalunya de bàsquet femení de 1960-1961 fou la dissetena edició de la competició. Se celebrà des del 30 d'octubre de 1960 fins a l'abril de 1961 i fou organitzat per la Federació Catalana de Basquetbol. Hi participaren tretze clubs que disputaren la competició en format de lliga regular a doble volta, amb un total de vint-i-quatre jornades. La classificació final s'establí d'acord amb els punts totals obtinguts per cada equip en finalitzar el campionat. Els equips obtingueren dos punts per cada partit guanyat, un punt per cada partit empatat i cap punt per cada partit perdut.
Es proclamà campió el Col·legi Immaculada Concepció Argentona, que revalidà el títol de la temporada anterior i aconseguí el seu segon Campionat de Catalunya de forma consecutiva. El Club Esportiu Cottet i el Picadero Jockey Club, segon i tercer respectivament, es classificaren pel Campionat d'Espanya de bàsquet.

## Clubs participants
- Deportiu Alce
- Col·legi Immaculada Concepció Argentona
- Club Banesto
- Club Esportiu Cottet
- Club Esportiu Hispano Francès
- Club Joventut Badalona
- Júnior Futbol Club
- Liceu Francès
- Nestlé
- Pedagogium San Fernando
- Picadero Jockey Club
- Unió Esportiva Sants
- Secció Femenina de Barcelona

## Taula de resultats
| Casa \ Fora        | ALC    | ARG   | BAN   | COT    | HIS   | CJB   | JUN   | LIC   | NES   | PED   | PIC   | SAN   | SFB   |
| ------------------ | ------ | ----- | ----- | ------ | ----- | ----- | ----- | ----- | ----- | ----- | ----- | ----- | ----- |
| Deportiu Alce      | —      | 28–50 | 45–12 | 37–73  |       | 49–39 | 25–28 | 53–20 | 81–16 | 34–18 | 25–44 | 32–42 | 48–31 |
| CIC Argentona      | 75–50  | —     |       |        | 56–39 | 56–29 |       | 93–24 | 85–11 | 52–19 |       | 64–29 | 82–37 |
| Club Banesto       | 44–38  |       | —     |        |       | 26–38 | 32–33 | 0–2   | 73–10 | 20–20 | 40–50 | 36–44 |       |
| CE Cottet          |        | 33–25 | 43–20 | —      | 39–25 | 45–28 | 35–8  |       | 79–1  | 30–23 | 30–26 |       | 46–14 |
| CE Hispano Francès |        | 22–31 | 42–45 | 22–53  | —     | 33–27 | 24–16 | 41–34 | 87–13 |       |       | 27–27 |       |
| Joventut Badalona  | 39–40  | 32–49 | 30–26 | 16–26  | 36–25 | —     | 44–17 | 41–30 | 48–15 |       | 25–31 | 27–13 | 34–22 |
| Júnior FC          |        | 24–74 | 44–55 |        | 27–43 | 34–45 | —     | 38–39 | 99–2  | 19–48 |       | 38–36 | 33–58 |
| Liceu Francès      | 21–53  | 28–60 | 22–33 | 30–71  | 21–33 | 30–41 | 15–26 | —     |       | 14–30 | 16–48 |       | 36–25 |
| Nestlé             | 24–100 |       | 28–43 | 13–119 | 6–35  | 19–30 | 8–80  |       | —     | 2–71  |       | 10–48 | 8–43  |
| Pedagogium SF      | 30–21  | 35–61 | 15–27 |        | 31–33 | 26–24 |       |       | 62–8  | —     | 27–43 |       | 38–29 |
| Picadero JC        | 40–38  | 26–43 | 51–11 |        | 36–16 | 37–20 | 32–32 |       | 87–6  | 27–13 | —     | 38–26 | 30–16 |
| UE Sants           | 46–30  | 14–48 | 31–16 |        | 39–27 | 31–31 | 33–26 |       | 75–17 | 45–23 | 34–54 | —     | 42–29 |
| Secció Femenina    |        | 34–52 | 60–32 |        | 35–49 | 32–30 | 47–47 | 40–37 | 78–6  | 21–39 |       | 33–30 | —     |

1. ↑  El Club Banesto no es presentà al partit i fou declarat guanyador el Liceu Francès per incompareixença del rival.

## Classificació general
| Pos | Equip              | PJ | PG | PE | PP | PF | PC | DP | Pts | Classificació o descens              |
| --- | ------------------ | -- | -- | -- | -- | -- | -- | -- | --- | ------------------------------------ |
| 1   | CIC Argentona      | 24 | 23 | 0  | 1  | 0  | 0  | 0  | 46  |                                      |
| 2   | CE Cottet          | 14 | 14 | 0  | 0  | 0  | 0  | 0  | 28  | Classificats pel Campionat d'Espanya |
| 3   | Picadero JC        | 17 | 14 | 1  | 2  | 0  | 0  | 0  | 29  | Classificats pel Campionat d'Espanya |
| 4   | Joventut Badalona  | 23 | 11 | 1  | 11 | 0  | 0  | 0  | 23  |                                      |
| 5   | UE Sants           | 18 | 10 | 1  | 7  | 0  | 0  | 0  | 21  |                                      |
| 6   | CE Hispano Francès | 18 | 9  | 1  | 8  | 0  | 0  | 0  | 19  |                                      |
| 7   | Deportiu Alce      | 17 | 9  | 0  | 8  | 0  | 0  | 0  | 18  |                                      |
| 8   | Pedagogium SF      | 18 | 8  | 1  | 9  | 0  | 0  | 0  | 17  |                                      |
| 9   | Club Banesto       | 19 | 7  | 1  | 11 | 0  | 0  | 0  | 15  |                                      |
| 10  | Secció Femenina    | 19 | 7  | 1  | 11 | 0  | 0  | 0  | 15  |                                      |
| 11  | Júnior FC          | 19 | 6  | 2  | 11 | 0  | 0  | 0  | 14  |                                      |
| 12  | Liceu Francès      | 17 | 3  | 0  | 14 | 0  | 0  | 0  | 6   |                                      |
| 13  | Nestlé             | 24 | 0  | 0  | 24 | 0  | 0  | 0  | 0   |                                      |

| Campió de Catalunya de bàsquet 1960-61 |
| -------------------------------------- |
| CIC Argentona Segon títol              |